# Stenus subarcticus
Stenus subarcticus är en skalbaggsart som beskrevs av Bertil Robert Poppius 1907. Stenus subarcticus ingår i släktet Stenus, och familjen kortvingar. Enligt den finländska rödlistan är arten sårbar i Finland. Arten är reproducerande i Sverige. Artens livsmiljö är strandängar vid sötvatten.